# 젊은과학자상
젊은과학자상은 과학기술정보통신부와 한국과학기술한림원은 1997년부터 자연과학 및 공학분야에서 연구과 개발실적이 뛰어나고 발전 잠재력이 우수한 만 40세 미만의 젊은 과학자를 발굴.포상하는 상(대통령상)으로 자연과학분야와 공학 분야를 매년 총 4명씩 선정한다. 2016년까지 격년제로 4명씩 선정 하다가, 2016년부터 매년 자연과학 2명 공학 2명씩 선정한다.

### 젊은과학자상 수상자
| 연도        | 분야                                     | 수상자                                                                                                   | 비고 |
| ----------- | ---------------------------------------- | --- | --- |
| 2001년 5회  |                                          | 이병호 서울대                                                                                            | |
| 2001년 5회  | 현택환 서울대                            | | |
| 2001년 5회  | 방효충 한국과학기술원                    | | |
| 2001년 5회  | 김동수 한국과학기술원                    | | |
| 2008년 11회 |                                          | 최성현(37)서울대 전기 및 컴퓨터공학부 부교수                                                             | 무선 랜과 이동통신 시스템, 강 교수는 고용량 수소 저장기술, 손 교수는 구조물 안전진단 분야에서 각각 뛰어난 성과 |
| 2008년 11회 | 강정구(39) KAIST 신소재공학과 부교수     | | |
| 2008년 11회 |                                          | 이태우(33) 삼성종합기술원 디스플레이 랩 전문연구원                                                       | 유기발광다이오드(OLED)를 이용한 플렉시블 디스플레이의 핵심 신기술을 개발 |
| 2008년 11회 | 손훈(38) KAIST 건설 및 환경공학과 부교수 | | |
| 2010년      | 제1군                                    | 조광현 (38) KAIST 교수                                                                                   | 복잡한 생명시스템에 대한 전기전자공학적 모델링 및 컴퓨터 시뮬레이션 분석 핵심원천기술 개발 등을 통해 독창적인 시스템생물학 분야를 개척                                                                                    |
| 2010년      | 제2군                                    | 서갑양(37) 서울대학교 부교수                                                                             | 게코도마뱀 발바닥의 뛰어난 접착표면을 정밀하게 모사할 수 있는 기술을 개발하고, 이를 통해 표면에 오염이 생기지 않는 건식 접착패치 제작에 성공한 연구                                                                       |
| 2010년      | 제3군                                    | 김상욱(37) KAIST 부교수                                                                                  | 연성소재의 자발적인 분자 조립현상을 이용한 대면적 나노패턴공정을 확립한 연구업적 |
| 2010년      | 제4군                                    | 조계춘(40) KAIST 부교수                                                                                  | 터널 안정성 확보에 핵심적 역할을 수행하는 지지보강재 숏크리트의 상태평가기법 등 신공간 창출과 관련된 터널 및 지하공간 구축 기술을 개발                                                                                    |
| 2011년      | 전기                                     | 권성훈(36세) 서울대학교 조교수                                                                           | 현재의 질병진단과 신약개발방법이 가지고 있는 문제들을 해결하기 위해 많은 수의 바이오실험을 하나의 칩에서 동시에 수행할 수 있는 초고속 확장형 바이오 어세이 플랫폼을 개발                                                  |
| 2011년      | 신소재                                   | 안종현(39세) 성균관대학교 조교수                                                                         | 기존 전자소재인 인듐-각주-산화물(ITO) 투명전극 소재가 가지고 있는 기계적 물성의 한계를 뛰어 넘는 탄소기반의 신소재인 그래핀 필름의 대면적 제조기술과 그래핀기반 프렉서불 터치스크린에 응용 가능한 기술을 세계 최초로 제시 |
| 2011년      | 고분자                                   | 정운룡(39세) 연세대학교 부교수                                                                           | 무기나노소재의 합성과 응용을 연구하여 새로운 형태와 종류의 하이브리드 나노소재를 개발하여 지난 6년간 Science, Angewandte Chemie, Nano Letters, Advanced Materials 등의 최정상급 학술지에 다수의 논문을 발표               |
| 2011년      | 건축                                     | 김수민(36세) 숭실대학교 조교수                                                                           | 건축 재료에서 방출되는 포름알데히드와 대기중에 휘발되어 악취나 오존을 발생시키는 탄수수소화합물의 총량(TVOC)을 획기적으로 저감할 수 있는 기술을 개발                                                                      |
| 2013년      |                                          | 박정욱 연세대 전기전자공학부 교수는 스마트그리드 분야 신재생 에너지원 기반 원천기술을 개발한 공로를 인정 | |
| 2013년      |                                          | 윤태섭 연세대 토목환경공학과 교수                                                                        | 지반환경과 에너지 공학과 관련된 복잡한 지반 재료의 역학적, 물리적 거동에 대한 근본적인 이해를 돕는 독창적인 메커니즘을 규명                                                                                               |
| 2013년      |                                          | 강기석 서울대 재료공학부 교수                                                                            | 리튬 이차전지의 핵심 원천기술개발과 산업 응용에 크게 기여 |
| 2013년      |                                          | 박수진 울산과학기술대학교 친환경에너지공학부 부교수                                                      | 고분자공학 및 응용기술에 기여 |

## 같이 보기
- 한국과학상
- 한국공학상